# Ludvig Hedell
Ludvig Edvard Hedell, född 2 oktober 1844 i Hättskär, Sala landsförsamling, död 19 januari 1923 i Vadstena, var en svensk osteolog.
Ludvig Hedell var son till lantbrukaren Johan Gustaf Hedell. Efter mogenhetsexamen i Västerås 1869 studerade han vid Uppsala universitet, bland annat historia men främst botanik och zoologi som lärjunge till Thore M. Fries, Vilhelm Lilljeborg och Tycho Tullberg. Han arbetade även som privatlärare. Som fri forskare inom botanik och zoologi specialiserade han sig efterhand på den jämförande osteologin, där han snart blev mycket skicklig. Hans sakkunskap kom i början av 1900-talet att tas i anspråk vid en mängd arkeologiska undersökningar, särskilt av svenska stenåldersboplatser, som Åloppeboplatsen, boplatserna i Hemmor och Gullrum på Gotland och Alvastra i Östergötland. 1910 flyttade han till Alvastra, senare till Vadstena, för att helt ägna sig åt sin forskning. Hedell kom att i hög grad bidra till kunskapen om faunan under stenåldern och husdjuren hos de första jordbrukarna. För sina insatser invaldes han 1918 som korresponderande ledamot i Vitterhetsakademien. Han kom att skapa en omfattande skelettsamling, främst avsedd för benbestämningar. En del av detta "benlexikon" sålde Hedell till Vitterhetsakademien och resten, inklusive sitt därtill hörande bibliotek testamenterade han till densamma. Under sin tid i Uppsala deltog han som en mycket skicklig skytt inom den frivilliga skytterörelsen.